# 캘러 파샤

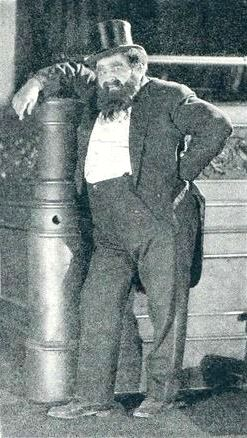

캘러 파샤(Kalla Pasha, 1879년 3월 5일 ~ 1933년 6월 10일)는 미국의 배우이다.
디트로이트에서 태어났다.

## 영화
- 뻐꾸기 (1930년)
- 쇼 오브 쇼 (1929년)
- 쇼 피플 (1928년)